# Deir Sunbul, Idlib
Deir Sunbul, Idlib (tiếng Ả Rập: دير سنبل) là một ngôi làng Syria nằm ở Ihsim Nahiyah ở huyện Ariha, Idlib. Theo Cục Thống kê Trung ương Syria (CBS), Deir Sunbul, Idlib có dân số 1751 trong cuộc điều tra dân số năm 2004.
Trong cuộc nội chiến ở Syria, Deir Sunbul bị Al Nusra chiếm giữ và sau đó Hayat Tahrir al-Sham (HTS), một nhóm liên kết Al-Qaeda, đã phá hủy một biệt thự Byzantine thế kỷ thứ 5 hoặc thứ 6 trong khu khảo cổ Deir Sunbul vào ngày 5 của tháng 10 năm 2017.